# Hong Kong (serie televisiva)
Hong Kong è una serie televisiva statunitense in 26 episodi trasmessi per la prima volta nel corso di una sola stagione dal 1960 al 1961. La serie contribuì al successo dell'attore australiano Rod Taylor a Hollywood.

## Trama
Hong Kong, anni cinquanta. Nella colonia della Corona britannica Glenn Evans è un giornalista americano che lavora nell'esotica città dell'Estremo Oriente. La sua continua ricerca di scoop e notizie lo porta a coinvolgimenti in storie di contrabbandieri, assassini, spacciatori di droga e donne misteriose. Il principale comprimario di Evans è l'ispettore capo Neil Campbell.

## Personaggi
- Glenn Evans, giornalista (26 episodi, 1960-1961), interpretato da	Rod Taylor.
- Neil Campbell è il capo della polizia hongkonghese (26 episodi, 1960-1961), interpretato da	Lloyd Bochner.
- Ling (4 episodi, 1960-1961), interpretato da	Gerald Jann.
- Tully (4 episodi, 1960-1961), interpretato da	Jack Kruschen.
- Constable Fong (4 episodi, 1960-1961), interpretato da	Lawrence Ung.
- Ho-Guy (3 episodi, 1960-1961), interpretato da	Clarence Lung.
- Ching Mei (3 episodi, 1960-1961), interpretato da	Mai Tai Sing.
- Feng (2 episodi, 1960-1961), interpretato da	Philip Ahn.
- Chin Pao (2 episodi, 1960-1961), interpretato da	Aki Aleong.
- John Bartley (2 episodi, 1960-1961), interpretato da	Michael David.
- Leo (2 episodi, 1960-1961), interpretato da	Richard Loo.
- Perrera (2 episodi, 1960-1961), interpretato da	Jay Novello.
- Capitano (2 episodi, 1960-1961), interpretato da	Joseph Ruskin.
- ufficiale dell'Intelligence (2 episodi, 1960-1961), interpretato da	Leonard Strong.
- Chen (2 episodi, 1960), interpretato da	James Hong.
- Manuel (2 episodi, 1961), interpretato da	Marco López.
- Pai Nvan (2 episodi, 1961), interpretato da	Beulah Quo.

## Produzione
La serie fu prodotta da 20th Century Fox Television e girata negli studios della 20th Century Fox a Los Angeles in California.
Hong Kong è liberamente ispirato al film L'avventuriero di Hong Kong (1955), con Michael Rennie nel ruolo dell'ispettore e Jack Kruschen nel ruolo di Tully.
Il pilot della serie, intitolato Blind Justice, della durata di 30 minuti, è una versione corta del settimo episodio, Blind Bargain. Nel pilot non è presente il personaggio dell'ispettore capo Neil Campbell, sostituito dall'ispettore Geoffrey Scott.

### Registi
Tra i registi della serie sono accreditati:
- Boris Sagal (6 episodi, 1960-1961)
- Stuart Rosenberg (4 episodi, 1961)
- Walter Doniger (2 episodi, 1960-1961)
- Ida Lupino (2 episodi, 1960)

## Distribuzione
La serie fu trasmessa negli Stati Uniti dal 1960 al 1961 sulla rete televisiva ABC. Debuttò mercoledì 28 settembre 1960, e terminò il 29 marzo 1961; repliche continuarono fino al 27 settembre. Hong Kong ebbe come concorrente la serie della NBC Carovane verso il West e fu cancellato dopo una sola stagione. Tuttavia fu apprezzata nelle distribuzioni in syndication e fu la terza serie più popolare in TV in Australia nel 1961.
Alcune delle uscite internazionali sono state:
- negli Stati Uniti il 28 settembre 1960 (Hong Kong)
- in Francia il 17 maggio 1964 (Hong Kong)
- nei Paesi Bassi il 27 settembre 1965
- in Spagna (Hong-Kong)

## Guest star
- Joan Caulfield
- Joanna Cook Moore
- Felicia Farr
- Rhonda Fleming
- Anne Francis
- Beverly Garland
- James Hong
- Susan Kohner
- Bethel Leslie
- Julie London
- Dina Merrill
- Suzanne Pleshette
- Gia Scala
- Pippa Scott

## Episodi
| Stagione       | Episodi | Prima TV USA |
| -------------- | ------- | ------------ |
| Prima stagione | 26      | 1960-1961    |